# Birkan Öksüz
Birkan Öksüz (* 19. März 1996 in İskenderun) ist ein türkischer Fußballspieler.

## Karriere
Öksüz begann mit dem Vereinsfußball in der Jugend des Amateurklubs Karaağaçspor und wechselte 2012 in den Nachwuchs von Antalyaspor. Bei diesem Verein gehörte er in der Spielzeit 2015/16 der 1. Männermannschaft an und spielte für diese insgesamt sechs Mal in Pokal- oder Erstligabegegnungen.
Ab Januar 2017 wurde er dann an Vereine der unteren türkischen Ligen ausgeliehen und spielte so der Reihe nach für die Vereine Tuzlaspor und Kemerspor 2003.